# According to Leonard Cohen / Según Leonard Cohen
Acordes con Leonard Cohen / According to Leonard Cohen es un álbum homenaje a Leonard Cohen lanzado en 2007.
El disco parte de un proyecto del periodista Alberto Manzano, amigo personal de Cohen y traductor al español de algunos de sus libros. Se trata de la grabación de un espectáculo en directo en el que intervienen varios artistas españoles e internacionales (incluyendo a Anjani Thomas, pareja de Cohen, y a su hijo Adam). Las canciones son interpretadas en diversas lenguas: inglés, español, catalán y euskera. Además, las interpretaciones se intercalan con recitados de poemas del propio Cohen, a cargo de Constantino Romero.
También se incluye un DVD con imágenes del concierto, y entrevistas a los artistas participantes.

## Listado de temas

### CD 1
1. "Mi gitana" - Duquende
2. "A thousand kisses deep" - Jackson Browne
3. "Chelsea hotel" - Jabier Muguruza
4. "Diamonds in the mine" - Elliott Murphy
5. "Tú sabes quién soy" - Santiago Auserón
6. "Balada de la yegua ausente" - Javier Colis y Perla Batalla
7. "Thanks for the dance" - Anjani Thomas
8. "Susanna" - Toti Soler
9. "Títulos" - Constantino Romero
10. "Bird on the wire" - Adam Cohen

### CD 2
1. "Pequeño vals vienés" - Adam Cohen
2. "Suzanne" - Perla Batalla
3. "Impermeable azul" - Christina Rosenvinge
4. "So long, Marianne" - Jabier Muguruza
5. "Al·leluia" - Gerard Quintana
6. "Half the perfect world" - Anjani Thomas
7. "El futuro" - Luis Eduardo Aute
8. "Cualquier sistema" - Constantino Romero
9. "El carnicero" - Javier Colis y Javier Mas
10. "Oración por el Mesías" - Constantino Romero
11. "Baila conmigo (hasta el fin del amor)" - Perla Batalla

- Datos: Q5656290